# Eckhart Müller
Eckhart Müller (* 1946 in Augsburg) ist ein deutscher Rechtswissenschaftler.

## Leben
Er studierte Rechtswissenschaft in Erlangen, Genf und München. Seit 1976 ist er als Anwalt tätig, seit 1997 auch als Fachanwalt für Strafrecht. Von 1998 bis 2006 war er Vizepräsident der Rechtsanwaltskammer München, seit 2004 war er Lehrbeauftragter der Juristischen Fakultät in Passau, wo er seit 2009 Honorarprofessor ist. Er war zudem in den mehrfach im ZDF in den Sendereihen Wie würden Sie entscheiden und Verkehrsgericht zu sehen.

## Schriften (Auswahl)
- Anton Mengers Rechts- und Gesellschaftssystem. Ein Beitrag zur Geschichte des sozialen Gedankens im Recht. Berlin 1975, ISBN 3-8059-0357-X.
- Rechtskurs Strafrecht. Ein Informations- und Arbeitsbuch. Ismaning 1981, ISBN 3-8096-4837-X.
- mit Alexander Eberth: Betäubungsmittelrecht. Kommentar und Anleitung für die Praxis. München 1982, ISBN 3-88709-003-9.
- mit Klaus Gussmann: Berufsrisiken des Strafverteidigers. München 2007, ISBN 3-406-52556-3.